# Hans Georg Bock

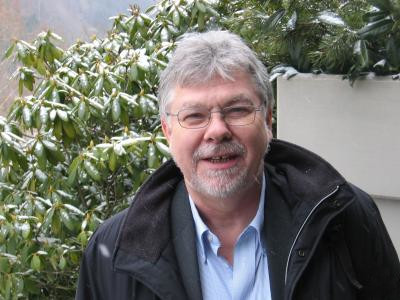
Hans Georg Bock (2006)

Hans Georg Bock (* 9. Mai 1948 in Bottrop) ist ein deutscher Professor für Mathematik und Informatik. Er war von 2005 bis 2016 geschäftsführender Direktor des Interdisziplinären Zentrums für Wissenschaftliches Rechnen der Ruprecht-Karls-Universität Heidelberg, an dem er schon von 1993 bis 2004 stellvertretender Direktor war. Bock ist Mitglied des Komitees für Entwicklungsländer der Europäischen Mathematiker Vereinigung (CDC-EMS) und dort verantwortliches Mitglied für die Region Asien.

## Leben
Bock studierte Mathematik mit den Nebenfächern Physik und Biologie an der Universität zu Köln. Sein Studium schloss er 1975 mit der Diplomarbeit Numerische Optimierung zustandsbeschränkter parameterabhängiger Prozesse mit linear auftretender Steuerung unter Anwendung der Mehrzielmethode unter der Betreuung von Roland Bulirsch ab.
Von 1976 bis 1981 war er wissenschaftlicher Mitarbeiter an der Universität Bonn und im Anschluss daran bis 1982 beim DLR in Oberpfaffenhofen tätig.
Nach mehrjähriger Tätigkeit als mathematischer Berater in Industrie und Forschung kehrte er von 1985 bis 1987 als Forscher an die Universität Bonn zurück. Mit der Arbeit Randwertproblemmethoden zur Parameteridentifizierung in Systemen nichtlinearer Differentialgleichungen, die er bei Jens Frehse und Roland Bulirsch anfertigte, erhielt er dort 1986 die Doktorwürde der mathematisch-naturwissenschaftlichen Fakultät.
Es folgte von 1987 bis 1988 eine Gastprofessur für numerische Mathematik an der Ruprecht-Karls-Universität Heidelberg, bevor Bock im Jahr 1988 einen Ruf auf eine C3-Professur an die Universität Augsburg annahm. Seit 1991 ist er Inhaber des C4-Lehrstuhls für Softwareinformatik und Optimierung an der Universität Heidelberg.
Er war von 2005 bis 2016 geschäftsführender Direktor des Interdisziplinären Zentrums für Wissenschaftliches Rechnen der Ruprecht-Karls-Universität Heidelberg, an dem er schon von 1993 bis 2004 stellvertretender Direktor war und wieder ab 2017.

## Forschung
Bock ist Autor oder Koautor von mehr als 180 wissenschaftlichen Arbeiten. Diese beinhalten insbesondere Fortschritte in den Bereichen
- Adaptive Diskretisierung und Newtonähnliche Verfahren für die Optimierung großer Systeme,
- Simultane Verfahren für nichtlineare Optimierung und Optimale Steuerung von Prozessen, welche durch DAE und PDE Modelle beschrieben werden,
- Lösung beschränkter nichtlinearer DAE- und PDE-Steuerungsprobleme mit Feedback in Echtzeit,
- Numerische Verfahren für Zustands- und Parameterschätzung,
- Numerische Verfahren für differential-algebraische Gleichungen (DAE),
- modellbasierte nichtlineare Optimale Versuchsplanung,
- Nichtlineare gemischt-ganzzahlige dynamische Optimierung,
- Optimierung unter Unsicherheiten, robuste Optimierung,
- Stabilitäts-Optimierung von Laufbewegungen,
- Computergestützte Methoden zur Sicherung und Erschließung kulturellen Erbes,
- Anwendungen in Luft- und Raumfahrt, Mechanik und Biomechanik, Chemie, Verfahrenstechnik, Systembiologie und Biomedizin.

## Lehre
Unter der Betreuung von Hans Georg Bock wurden bisher mehr als 70 Diplomarbeiten sowie über 30 Doktorarbeiten abgeschlossen. 13 seiner Schüler haben bislang Professuren an deutschen und ausländischen Hochschulen angenommen.
Bock hat sich seit 1992 als Sprecher diverser Graduiertenkollegs der Deutschen Forschungsgemeinschaft und seit November 2007 als Direktor der im Rahmen der Exzellenzinitiative eingerichteten Heidelberger Graduiertenschule der mathematischen und computergestützten Methoden für die Wissenschaften (HGS MathComp) durch zahlreiche Innovationen, wie das Mentorensystem, um eine strukturierte, international vernetzte, interdisziplinäre Doktorandenausbildung verdient gemacht.

## Preise und Auszeichnungen
Für seine Verdienste um die vietnamesisch-deutschen Beziehungen und die Etablierung des wissenschaftlichen Hochleistungsrechnens in Vietnam wurden ihm im Jahre 2000 die Ehrendoktorwürde der vietnamesischen Akademie der Wissenschaften und Technologie, im Jahr 2003 die Verdienstmedaille des vietnamesischen Ministeriums für Ausbildung und Erziehung, sowie im Jahr 2012 die Ehrendoktorwürde der Russischen Akademie der Wissenschaften verliehen; 2019 wurde er auswärtiges Mitglied der Akademie. Seit 2009 ist er Mitglied der Heidelberger Akademie der Wissenschaften.
- Zu Ehren des 60. Geburtstages von Hans Georg Bock und Rolf Rannacher fand vom 21. bis zum 25. Juli 2008 die Konferenz MOSOCOP08 in Heidelberg statt.
- Medal of Honor, Gottlieb Daimler and Karl Benz Foundation (2008)
- Microsoft Research Award (2004)
- GEFFRUB Award (1996)
- Heinrich Hörlein Memorial Award (1986)
- Felix Hausdorff Memorial Award (1984)